# Línea del Ramal de Clevedon

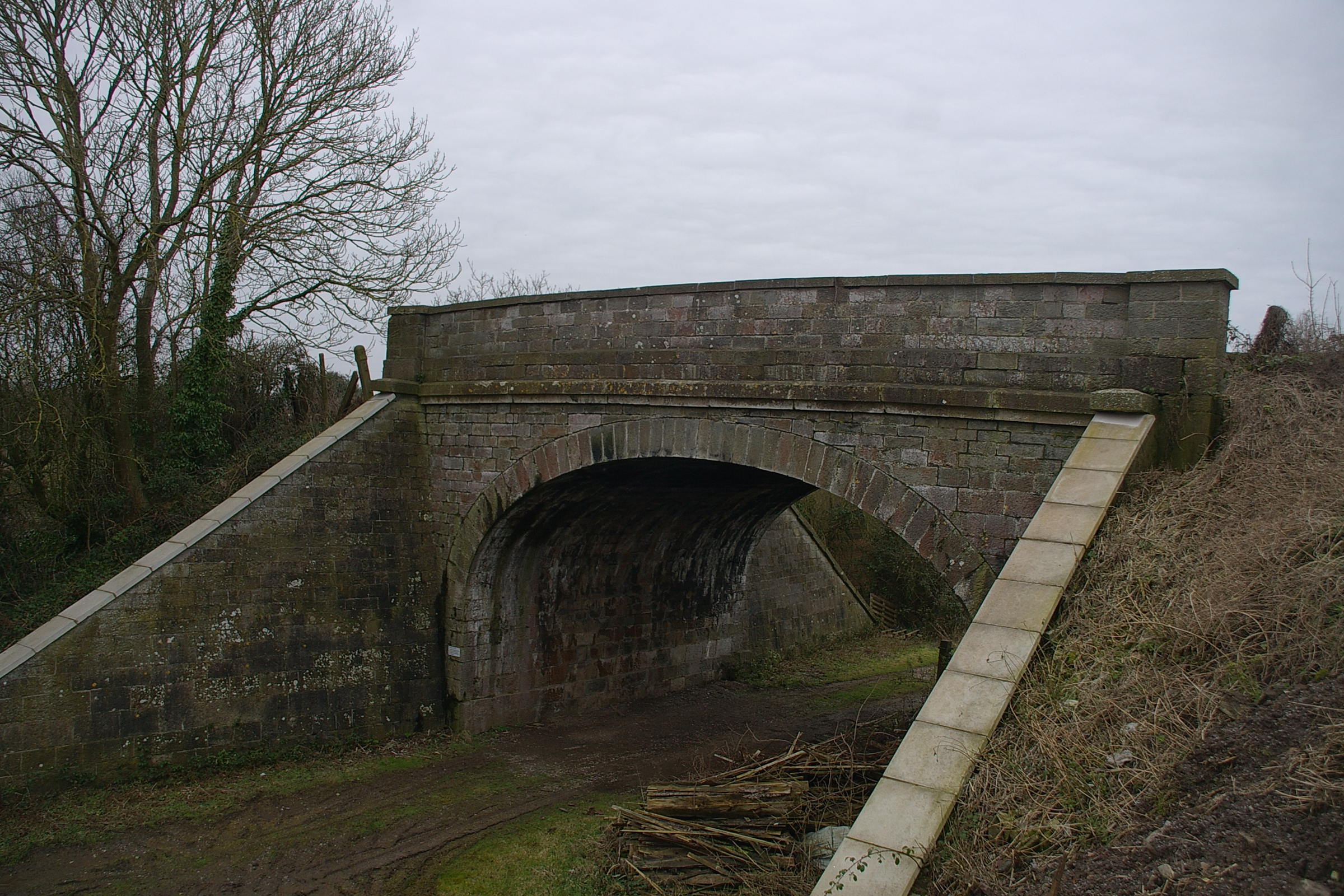
El puente del cruce de la carretera de Lampley sobre la plataforma del Ramal de Clevedon, en Kingston Bridge

El Ramal de Clevedon era una línea ferroviaria localizada en North Somerset (Reino Unido). Con una longitud de 3+1/2 de milla (5,6 km), conectaba sin paradas intermedias la Estación de Yatton (en la Línea de Bristol a Taunton) con Clevedon.
Fue inaugurado el 28 de julio de 1847 por la Compañía del Ferrocarril de Brístol y Exeter. Inicialmente, se construyó como un ferrocarril de vía ancha, pero se convirtió al ancho estándar en 1879.

## Historia

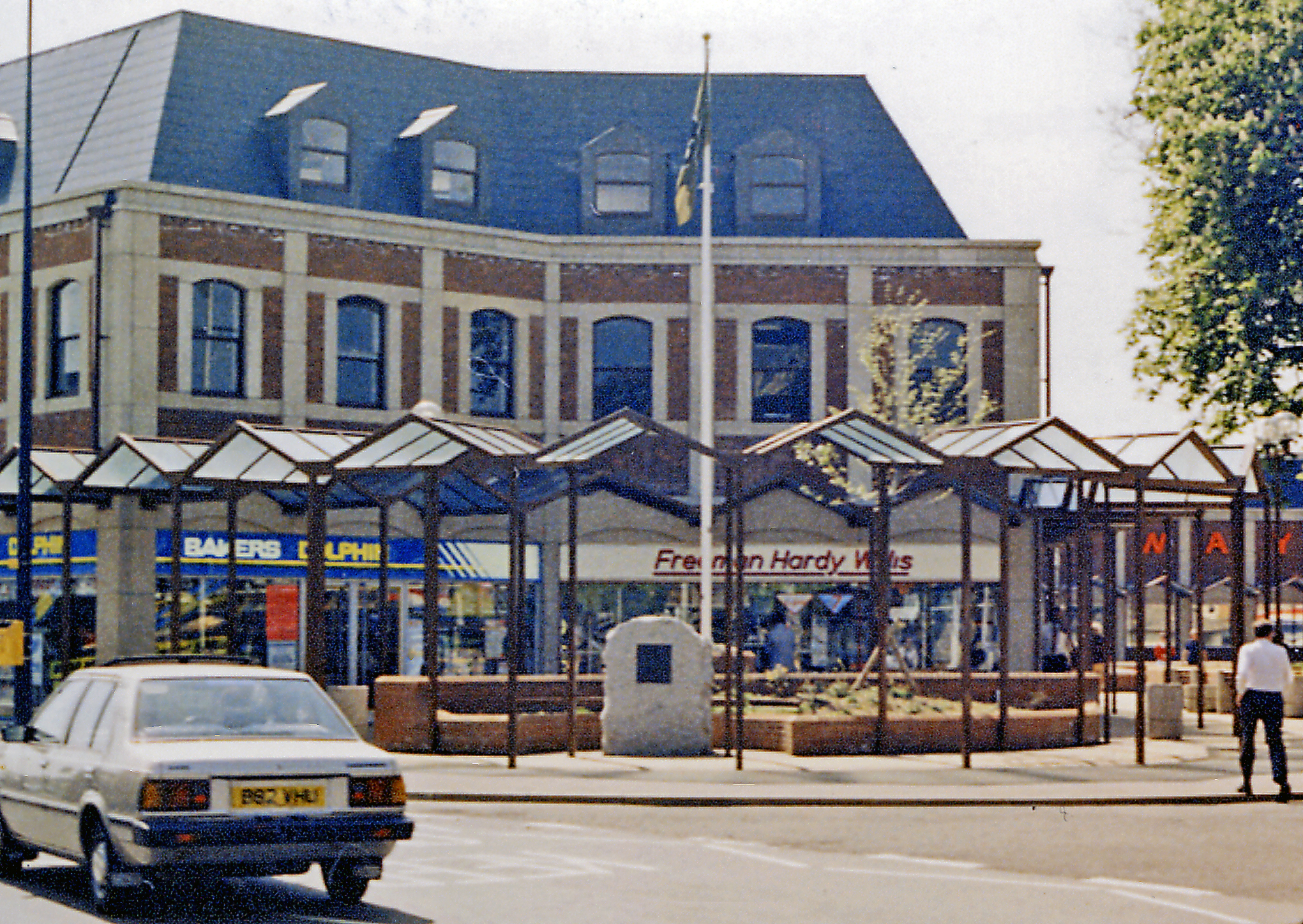
Emplazamiento original de la desaparecida Estación de Clevedon en 1987

Los balnearios se pusieron de moda durante los primeros años del reinado de la reina Victoria. Cuando el Ferrocarril de Brístol y Exeter (B&ER) abrió su línea principal (al principio a Bridgwater) en 1841, se situó una estación en "Clevedon Road", a una distancia de 4 millas (6 km) de la localidad. En 1845, el B&ER obtuvo la necesaria autorización parlamentaria para abrir un ramal hacia Clevedon, inaugurado el 28 de julio de 1847.
A partir de la estación de Clevedon Road, que pasó a llamarse Yatton, tenía una longitud de 3 millas 45 cadenas (4,83 km). Los trenes que llegaban a Clevedon estacionaban en un andén en fondo de saco, dotado de una cubierta. La línea se construyó con vías de gran ancho (de 2140 mm (7'0,30")) pero se convirtió al ancho de vía estándar (de 4 pies 8,5 plg (1435 mm)) durante el fin de semana del 27 al 29 de septiembre de 1879.

## Servicios de tren
El ramal funcionaba principalmente como un servicio de transporte desde Yatton, aunque había algunos trenes directos desde Bristol Temple Meads. Entre 1924 y 1936, un servicio comercial desde Bristol a las 17:15 consistió en un coche de deriva que se dejaba en Yatton, posteriormente remolcado a Clevedon por una locomotora local.
Automotores de vapor, autocoches y vehículos railcar diésel se utilizaron en la línea en diferentes momentos. En sus últimos años, el ramal fue operado por unidades múltiples diésel  o por un automotor diésel de un único coche. Incluso en sus años de declive, el servicio era bastante frecuente: el horario de la Región Oeste de British Railways para 1964-1965, muestra 24 trenes en cada dirección, con algunos más los sábados y durante el verano, aunque no hay servicio los domingos.

## Estación Clevedon
La Estación de Clevedon estaba situada en lo que ahora es el recinto comercial Queen's Square, que se construyó en la década de 1980. Se conserva un conjunto de desvíos montados en posición vertical, como un recordatorio de la historia del lugar.
Inaugurada en 1847, originalmente era una estructura de madera, pero la terminal con un único andén se reconstruyó en 1890. Clevedon tuvo un enclavamiento hasta finales de 1916, pero desde el 1 de enero de 1917, el ramal se operó "con una única máquina en su interior". Se instaló una caseta a pie de vía con las levas de un accionamiento mecánico para operar los desvíos en el patio de mercancías en Clevedon, que se bloqueaba o abría entregando un testigo al encargado de la estación. El 10 de junio de 1963 se interrumpió el servicio de mercancías y se desmontaron las vías de apartado de mercancías y la caseta a pie de vía del enclavamiento.
La estación fue demolida en 1968.

## Cierre
El tráfico disminuyó a medida que aumentó el uso de las carreteras en los años posteriores a la Segunda Guerra Mundial. La línea se cerró al tráfico de mercancías en general el 10 de junio de 1963. La estación de pasajeros dejó de contar con personal ferroviario a partir de ese momento, y en los horarios se la denominaba "Clevedon Halt" (parada de Clevedon). Los servicios de pasajeros cesaron el 3 de octubre de 1966 y la vía se levantó poco después.
Todos los terrenos ocupados por las vías en Clevedon se urbanizó hace mucho tiempo, a medida que la ciudad se expandía. Los últimos fragmentos originales de las vías, cerca de Kingston Seymour, se levantaron a fines de la década de 1980. Los desarrollos de viviendas en la década de 1990 se construyen sobre parte de la plataforma de la vía en Yatton.